# Championnat de France de football de deuxième division 1962-1963
Navigation
Division Interrégionale 1961-1962 Division Interrégionale 1963-1964
Le Championnat de France de football D2 1962-1963 avec une poule unique de 19 clubs, voit l’attribution du titre à l'Association sportive de Saint-Étienne Loire, qui accède à la première division en compagnie du FC Nantes. À la suite de l’abandon du statut professionnel de trois équipes, le championnat suivant ne comprendra que 18 clubs.

## Les 19 clubs participants
| - AS Aix - RCFC Besançon - AS Béziers - US Boulogne - AS Cannes - AS Cherbourg - US Forbach - Le Havre AC - Lille OSC - Limoges FC | - FC Metz - FC Nantes - Red Star Olympique - CA Paris - RC Roubaix - AS Saint-Étienne - FC Sochaux - SC Toulon - AS Troyes |

## Classement final
| #  | Club                 | Joués | V  | N  | D  | bp:bc | +/- | Points |
| -- | -------------------- | ----- | -- | -- | -- | ----- | --- | ------ |
| 1  | AS Saint-Étienne     | 36    | 25 | 8  | 3  | 86-46 | +40 | 58     |
| 2  | FC Nantes            | 36    | 25 | 4  | 7  | 82-38 | +44 | 54     |
| 3  | FC Sochaux           | 36    | 21 | 9  | 6  | 68-33 | +35 | 51     |
| 4  | Le Havre AC          | 36    | 18 | 11 | 7  | 63-43 | +20 | 47     |
| 5  | Red Star Olympique   | 36    | 17 | 9  | 10 | 69-60 | +9  | 43     |
| 6  | US Boulogne          | 36    | 15 | 9  | 12 | 66-55 | +11 | 39     |
| 7  | Lille OSC            | 36    | 15 | 8  | 13 | 63-59 | +4  | 38     |
| 8  | Limoges FC           | 36    | 14 | 9  | 13 | 57-60 | -3  | 37     |
| 9  | FC Metz              | 36    | 12 | 12 | 12 | 62-46 | +16 | 36     |
| 10 | AS Béziers           | 36    | 15 | 6  | 15 | 64-62 | +2  | 36     |
| 11 | AS Cannes            | 36    | 16 | 3  | 17 | 67-70 | -3  | 35     |
| 12 | RCFC Besançon        | 36    | 12 | 8  | 16 | 65-72 | -7  | 32     |
| 13 | US Forbach           | 36    | 11 | 7  | 18 | 36-53 | -17 | 29     |
| 14 | CO Roubaix-Tourcoing | 36    | 9  | 10 | 17 | 46-63 | -17 | 28     |
| 15 | CA Paris             | 36    | 9  | 10 | 17 | 39-62 | -23 | 28     |
| 16 | AS Cherbourg         | 36    | 7  | 13 | 16 | 46-62 | -16 | 27     |
| 17 | AS Troyes            | 36    | 8  | 10 | 18 | 50-76 | -26 | 26     |
| 18 | SC Toulon            | 36    | 7  | 9  | 20 | 41-70 | -29 | 23     |
| 19 | AS Aix               | 36    | 6  | 5  | 25 | 33-73 | -40 | 17     |

# position ; V victoires ; N match nuls ; D défaites ; bp:bc buts pour et buts contre
 Victoire à 2 points

## À l’issue de ce championnat
- L’Association sportive de Saint-Étienne Loire et le FC Nantes sont promus en championnat de première division
- Équipes reléguées de la première division : le FC Grenoble, le SO Montpellier, le FC Nancy et enfin l’Olympique de Marseille
- Les équipes du CO Roubaix-Tourcoing, du CA Paris et de l’AS Troyes abandonnent le statut professionnel à l’issue de la saison et retournent  en division régionale amateur.